# Aszchabad
Aszchabad (turkm. Aşgabat; ros. Ашхабад) – stolica Turkmenistanu leżąca na południu kraju. Aszchabad jest miastem na prawach wilajetu. W 2022 roku liczyło ok. 1,03 mln mieszkańców. 
Krajowe główne centrum przemysłowe. Funkcjonuje tu przemysł maszynowy, metalowy, elektrotechniczny, chemiczny, materiałów budowlanych, szklarski, włókienniczy oraz spożywczy. 
Na terenie miasta funkcjonuje międzynarodowy port lotniczy Aszchabad.
W mieście swoje siedziby ma wiele turkmeńskich szkół; znajdują się tu Turkmeńska Akademia Nauk, 8 szkół wyższych (m.in. uniwersytet założony w 1950 roku), instytuty naukowo-badawcze oraz muzea. Miasto jest znane głównie z opustoszałych ulic i parków oraz wielu budynków pokrytych białym marmurem.

## Historia
Aszchabad był ośrodkiem Aułu Tekińskiego, jednak został przejęty w 1881 roku przez Imperium Rosyjskie podczas podboju Oazy Achałtekińskiej. W latach 80. powstało połączenie kolejowe z Taszkentem i Turkmenbaszy. Od 1897 roku Aszchabad był głównym miastem obwodu zakaspijskiego generał-gubernatorstwa turkiestańskiego.
Podczas wojny domowej w Rosji, miasto przeszło w ręce Białych Rosjan w lipcu 1918 roku, którzy utracili kontrolę nad miastem w kwietniu 1919 roku na rzecz bolszewików. Do 1921 roku funkcjonowała nazwa Aschabad – zmieniono ją na Połtorack, a miasto zostało stolicą Turkmeńskiej SRR. Nowa nazwa utrzymała się do 1927 roku, kiedy nadano mu współczesne miano; w tymże roku odsłonięto również pomnik Włodzimierza Lenina.
W 1948 roku Aszchabad stał się ofiarą silnego trzęsienia ziemi, które całkowicie zniszczyło miasto. Zostało odbudowane w stylu typowym dla republik sowieckich. Po ogłoszeniu niepodległości przez Turkmenistan w 1991 roku – zostało stolicą Turkmenistanu, którą jest do dziś.

### Polski sierociniec w czasie II wojny światowej
Po zawarciu układu Sikorski-Majski między Polską a ZSRR w lipcu 1941 roku, w Aszchabadzie zorganizowano polski sierociniec, do którego trafiały dzieci z całego Związku Radzieckiego. Dużą rolę w jego utworzeniu odegrała słynna piosenkarka Hanka Ordonówna i jej mąż Michał Tyszkiewicz współpracujący z radcą Józefem Żmigrodzkim z ambasady polskiej w Kujbyszewie. Dzieci z okolic Samarkandy i Buchary w Uzbekistanie przewoził także wicekonsul z Bombaju, Tadeusz Lisiecki wraz z kpt. Archie Webbem, przedstawicielem rządu indyjskiego.
Następnie dzieci ewakuowano do Iranu, dalej do Indii i Pakistanu, oraz Afryki Wschodniej.

## Miasta partnerskie
- Aktau
- Albuquerque
- Ankara
- Ateny
- Bamako
- Kijów
- Lanzhou